# Ion Nicolescu
Ion Nicolescu (* 19. Januar 1943 in Buzău; † 17. Februar 2012) war ein rumänischer Schriftsteller.

## Leben
Nicolescu studierte nach dem Besuch des Gymnasiums seines Heimatortes von 1962 bis 1968 an der Philosophischen Fakultät der Universität Bukarest. Er debütierte 1966 mit Gedichten in der Zeitschrift Steagul roșu. Später arbeitete er vor allem mit der Zeitschrift Luceafărul zusammen. Außerdem publizierte er auch in Viaţa Buzăului, Munca, Scânteia tineretului, Contemporanul, Amfiteatru, Gazeta literară, România literară, Viața românească, Cronica und Tribuna. Sein erster Gedichtband Indulcențe, dem mehrere weitere folgten, erschien 1969. Sein einziger Roman Voi de colo de la Biarritz wurde 1979 veröffentlicht. Sein Theaterstück Și totuși Eminescu wurde erst nach der Rumänischen Revolution 1989 am Nationaltheater Bukarest aufgeführt.

## Werke
- Indulcențe, Gedichte (1969)
- Ironice, Gedichte (1970)
- Mioritiada, Gedichte (1973)
- Retorica, Gedichte (1975)
- Vox populi vox dei, Gedichte (1979)
- Voi de colo de la Biaritz, Roman (1979)
- Scrisori de serviciu, Gedichte (1986)
- Scrisori de serviciu, Gedichte (1982)
- Odele pamintului pirjolit de iubire, Gedichte (1986)
- Și totuși Eminescu, Theaterstück (UA 1989)